# Alan Kay
Pour les articles homonymes, voir Kay.
Alan C. Kay, né le 17 mai 1940 à Springfield au Massachusetts, est un informaticien américain.
Après des études à l'université du Colorado à Boulder, il fait un PhD d'informatique à l'université de l'Utah de 1966 à 1969, avec David Evans (son directeur de thèse) et Ivan Sutherland. Très influencé par le langage Simula, il définit alors le langage orienté objet « Flex » et une machine d'exécution de Flex, avec l'objectif de permettre une programmation très conviviale. Flex peut être considéré comme un précurseur de Smalltalk.
Il rejoint les laboratoires PARC de Xerox en 1970, où il travaille sur le langage Smalltalk et sur la conceptualisation de l'ordinateur personnel moderne. Alan Kay est un des pères de la programmation orientée objet. Il est le concepteur du Dynabook, l'un des premiers prototypes d'ordinateur portable, et participe à l'élaboration des interfaces utilisateurs graphiques modernes, pour lesquels il introduit la métaphore du bureau.
Il rejoint au début des années 1980 la firme Atari où il occupe le poste de directeur scientifique. Après un séjour à Paris, au Centre mondial informatique et ressource humaine (CMI), il rejoint en 1984 la société Apple. Il travaille pour Hewlett Packard jusqu'en juillet 2005.
Il reçoit en 2003 le prix Turing de l'ACM pour ses travaux sur la programmation orientée objet, ainsi que le prix Kyoto.